# Soul Power 巡迴演唱會
Soul Power 巡迴演唱會是由台灣著名男歌手陶喆首個大型巡迴演唱會，首站於2003年8月14至16日期間在香港體育館舉行。后期這演唱會亦到台北、吉隆坡及新加坡進行巡迴演唱會。演唱會專輯在演唱會完結十天後發行，其中台北站實況其中九首歌收錄於《Power Of Live 影音全紀錄珍藏盤》，並於2007年10月26日發行。

## 製作概念
陶喆於香港出生，而把香港定為演唱會首場，後演唱會亦返回陶喆的出道地方台北舉行。
陶喆在這場演唱會的聲線狀態頂峰，演唱會的大量歌曲版本被觀眾視為經典現場演出版本之一，特別是「飛機場的10:30」、「普通朋友」皆為演唱會的經典現場演出版本之一。
這場演唱會的常駐嘉賓為TENSION，每一場皆會登場，只有香港第一場與其他場次不同，第一場的時候香港歌手陳奕迅亦出現擔任嘉賓，並與陶喆合唱歌曲「Katrina」。
2003年11月22日，演唱會回到陶喆的出道地方台北舉行，當天演唱會觀眾人數近四萬人，當中包括陶喆的爸爸陶大偉，演唱會最終站於2003年12月10日在新加坡室內體育館舉行。

## 演出城市及場次
| 場次 | 日期           | 國家／地區 | 城市   | 場館             | 備註                                    |
| ---- | -------------- | ---------- | ------ | ---------------- | --------------------------------------- |
| 1    | 2003年8月14日  | 香港       | 香港   | 紅磡香港體育館   | 嘉賓：陳奕迅、TENSION（演唱會常駐嘉賓） |
| 2    | 2003年8月15日  | 香港       | 香港   | 紅磡香港體育館   |                                         |
| 3    | 2003年8月16日  | 香港       | 香港   | 紅磡香港體育館   |                                         |
| 4    | 2003年9月13日  | 马来西亚   | 吉隆坡 | 默迪卡体育场     |                                         |
| 5    | 2003年11月12日 | 臺灣       | 台北   | 台北市立體育場   | 創下最大容量新紀錄，近四萬名觀眾        |
| 6    | 2003年12月10日 | 新加坡     | 新加坡 | 新加坡室內體育館 |                                         |

## 影音產品出版

### 曲目

#### CD 1
- 01. OVERTURE - 找自己
- 02. 王八蛋
- 03. 飛機場的10:30
- 04. 流沙
- 05. 二十二
- 06. 討厭紅樓夢
- 07. The Power of Soul Power (Talking)
- 08. RUNAWAY
- 09. Medley - 望春風/夜來香
- 10. I'M O.K.
- 11. 黑色柳丁
- 12. ANGEL
- 13. 沙灘 (BLUE MOON) + SOMEWHERE OVER THE RAINBOW
- 14. 寂寞的季節
- 15. 普通朋友

#### CD 2
- 01. 今天沒回家
- 02. MELODY
- 03. 月亮代表誰的心
- 04. My Lips are Dry (Talking)
- 05. 天天
- 06. 小鎮姑娘
- 07. 宮保雞丁
- 08. MY ANATA
- 09. 找自己
- 10. Soul Power and You (Talking)
- 11. DEAR GOD
- 12. Epilogue (Talking)
- 13. 愛，很簡單

### CD

#### 2003 Soul Power 台北演唱會Live版
- 01. OVERTURE - 找自己
- 02. 王八蛋
- 03. 飛機場的10:30
- 04. 流沙
- 05. 黑色柳丁
- 06. 沙灘 (BLUE MOON) + SOMEWHERE OVER THE RAINBOW
- 07. Melody
- 08. 宮保雞丁
- 09. 愛, 很簡單 + 晚安曲

#### 1.2.3 我們都是木頭人 上海演唱會Live 版
- 10. 普通朋友

#### Bonus Track
- 11. Free (福斯汽車2007年度廣告指定曲)

### 发行信息
| 日期           | 產品名稱                   | 類型 | 發行地區 |
| -------------- | -------------------------- | ---- | -------- |
| 2003年12月20日 | 陶喆香港現場原音專輯 (2CD) | CD   | 香港     |